# Abdelmajid Lakhal
Abdelmajid Lakhal (Arabisch: عبد المجيد لكحل) (Bizerte, 29 november 1939 – Tunis, 27 september 2014) was een Tunesisch acteur en toneelregisseur.

## Biografie
Lakhal werd op 29 november 1939 geboren in Bizerte en bracht zijn jeugd door in Hammam-Lif. Op negenjarige leeftijd speelde hij zijn eerste rol, in Khātimat al-naffāf (Het einde van een morfineverslaafde).
In 1960 begon hij zijn opleiding aan het Nationaal Theater van Muziek en Dans in Tunis. In 1965 regisseerde hij Molières George Dandin ou le Mari confondu met de al-Nuhūd Groep van Tunis.
Van 1966 en 1967 speelde hij Flaminio van Robert Merle, Yerma van Federico García Lorca en Le Bourgeois gentilhomme van Molière.
In 1971 maakte hij zijn debuut als professioneel regisseur met 8 Ladies, naar een verhaal van Robert Thomas.
In 1974 regisseerde hij The Merchant of Venice (Shakespeare) en in 1982 speelde hij Magid in La Noce (Luce Berthommé), die opnieuw werd uitgevoerd in het Theâtre du Lucernaire in Parijs.
Hij was ook organisator en regisseur van de tournees van het Theater de Tunis, die drie keer optraden in het Théâtre de la Ville (Parijs). Bovendien speelde zij in Algerije, Marokko, Libië, Wenen, Egypte en Libanon.

## Filmografie als acteur
- 1975: The Messiah van Roberto Rossellini
- 1976: Jesus of Nazareth van Franco Zeffirelli
- 1976: Fatma 75 van Salma Baccar
- 1979: Aziza van Abdellatif Ben Ammar
- 1981: Mirages van Abdelhafidh Bouassida
- 1987: La mort en face van Mohamed Damak
- 1990: Un bambino di nome Gesù van Francesco Rosi
- 1991: Le vent des destins van Ahmed Jemaï
- 1993: Échec et mat van Rachid Ferchiou
- 2000: Fatma 75 van Khaled Ghorbal
- 2000: Une Odyssée van Brahim Babaï

## Televisie
De televisieprogramma's in Tunesië begonnen in 1966.
- 1967: Le quatrième acteur van Noureddine Kasbaoui
- 1967: Le Médecin malgré lui van Molière
- 1967: De vrek van Molière
- 1970: Interdit au public van Roger Dornès en Jean Marsan
- 1973: J'avoue van Hamadi Arafa
- 1974: Histoire d'un poème van Noureddine Chouchane
- 1976: Ziadatou Allah II van Ahmed Harzallah
- 1983: Yahia Ibn Omar van Hamadi Arafa
- 1984: Cherche avec nous van Abderrazak Hammami
- 1985: El Watek bellah el hafsi van Hamadi Arafa
- 1989: Cantara van Jean Sagols
- 1991: Les gens, une histoire van Hamadi Arafa
- 1992: Autant en emporte le vent van Slaheddine Essid
- 1994: Par précaution van Safoudh Kochairi
- 1996: L'homme de la médina van Paolo Barzman
- 1996: Abou Raihana van Fouaz Abdelki
- 1999-2001: Souris à la vie van Abderrazak Hammami

## Theater

### Regie als amateur
- 1960: Les femmes en danger van Ezzeddine Souissi
- 1964: George Dandin ou le Mari confondu van Molière, met de Renaissance Group
- 1974: La Vie est belle (operette), met het El Manar Group Theatre
- 1985: La Vie de temps à autre van Salah Zouaoui
- 1988: Nahar al jounun (Crazy) van Frej Slama after Taoufik Hakim met het Group of Culture van Ibn-Khaldoun.

### Regie als professional
- 1971: Huit Femmes van Robert Thomas. (vertaling)
- 1974: The Merchant of Venice van Shakespeare (vertaling), bij het Internationaal Festival van Carthago
- 1977: Noces de sang van Federico García Lorca
- 1978: Une nuit des mille et une nuits van Noureddine Kasbaoui
- 1979: Bine Noumine (Entre deux songes) van Ali Douagi (operette), bij de opening van het Internationaal Festival van Monastir
- 1981: El Forja (The Spectacle) van Lamine Nahdi, bij de opening van het Voorjaarsfestival in het Gemeentetheater van Tunis.
- 1985: La Jalousie van Mohamed Labidi
- 1986: Volpone van Jules Romains en Stefan Zweig (vertaald door Mohamed Abdelaziz Agrebi)
- 1987: Ettassouira van Abdessalem El Bech
- 1991: Le quatrième monde van Abdellatif Hamrouni, bij de opening van Internationaal Festival van La Goulette
- 2000: El Khsouma (Baruffe a Chioggia) van Carlo Goldoni
- 2003: Fine Essaada van Taoufik Hakim
- 2005: De meeuw van Anton Tsjechov (vertaling)